# Opisthobursa mexicana
Opisthobursa mexicana is een platworm (Platyhelminthes). De worm is tweeslachtig. De soort leeft in of nabij zoet water.
Het geslacht Opisthobursa, waarin de platworm wordt geplaatst, wordt tot de familie Dimarcusidae gerekend. De wetenschappelijke naam van de soort werd voor het eerst geldig gepubliceerd in 1972 door Benazzi.